# Piccolo Coro dell’Antoniano

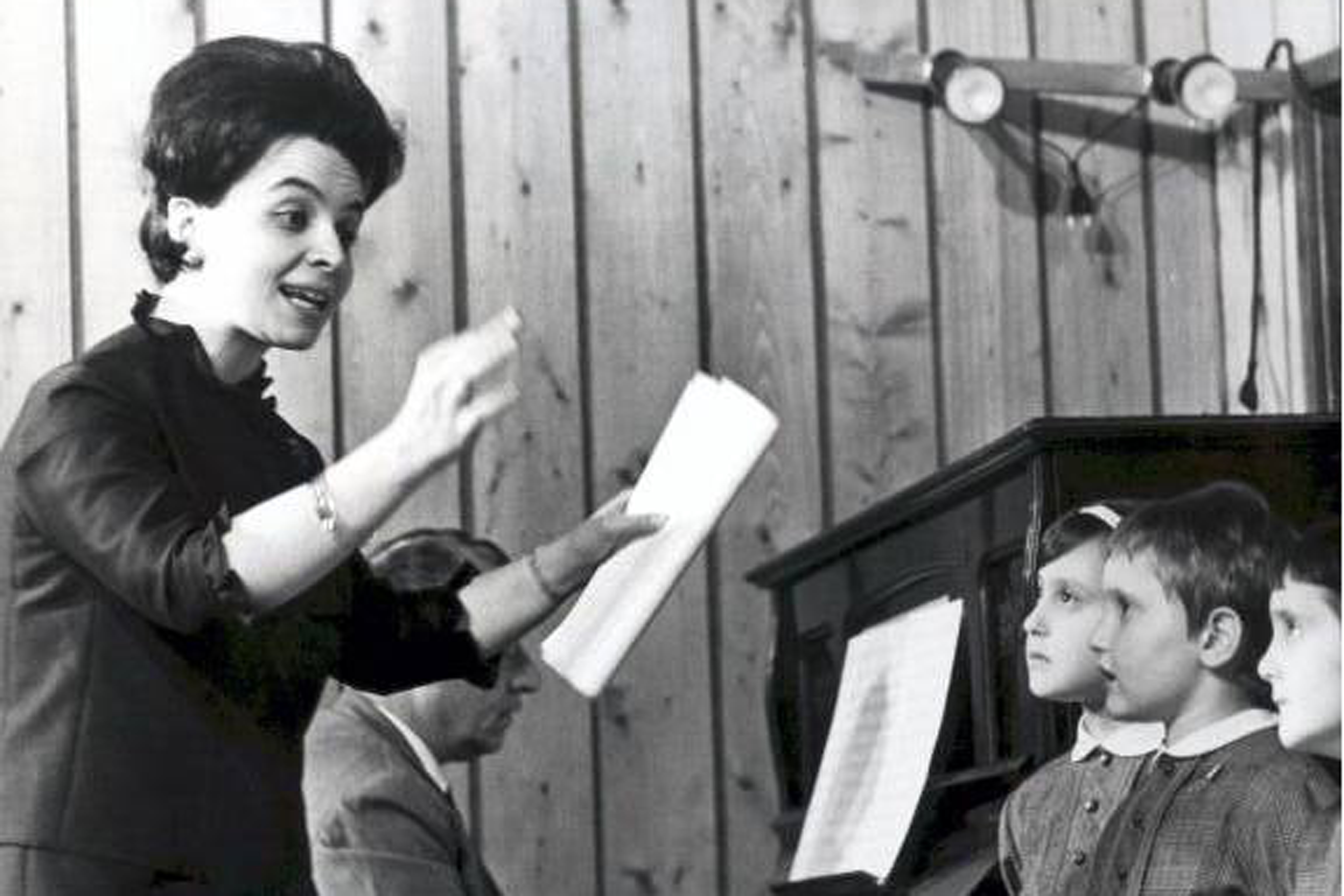
Piccolo Coro z Mariele Ventre (1966)

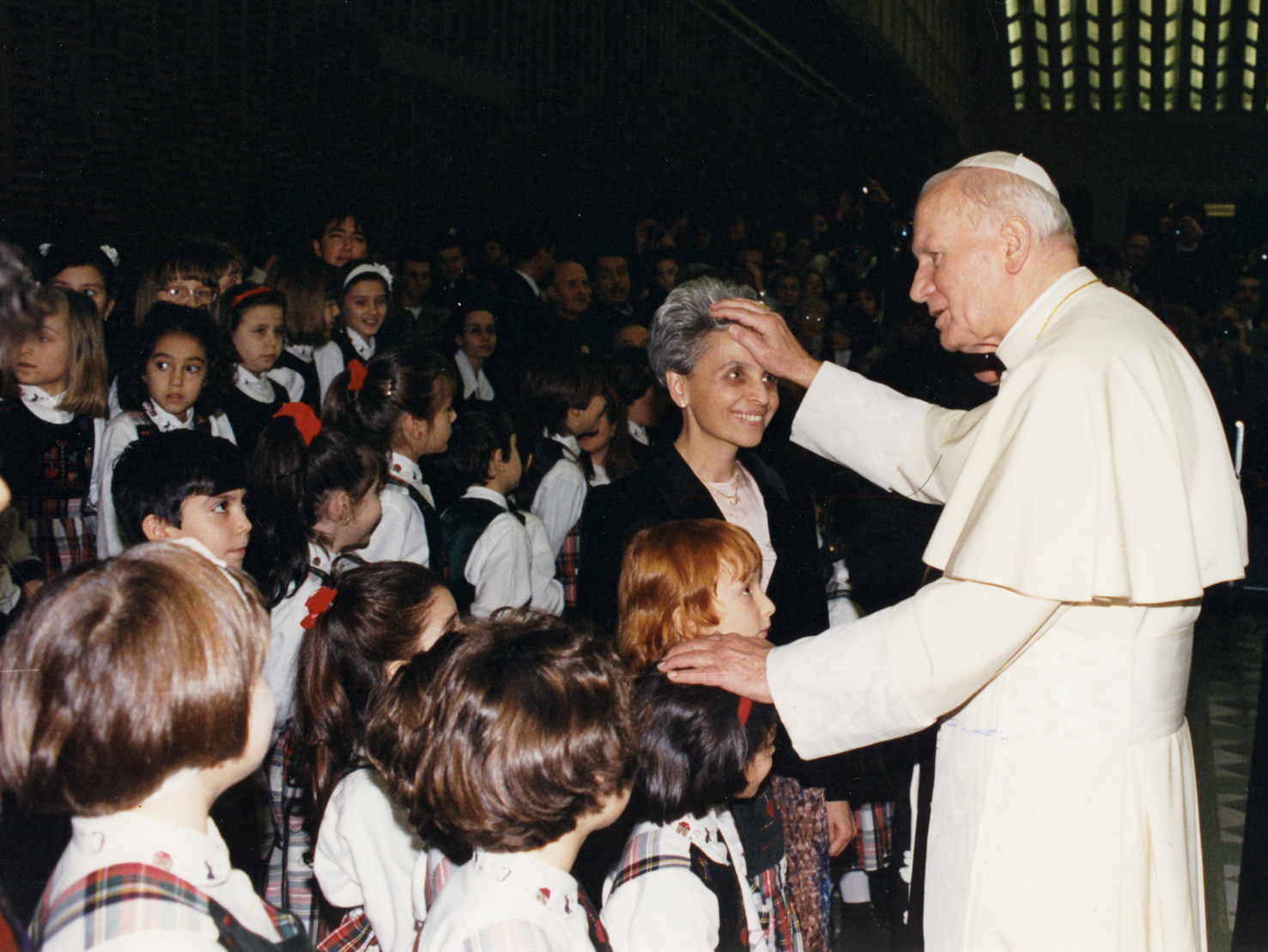
Piccolo Coro podczas spotkania z Papieżem Janem Pawłem II (1994)

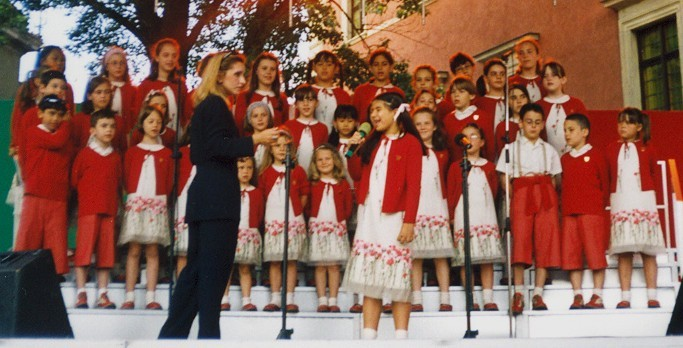
Próba przed koncertem w Warszawie (2001)

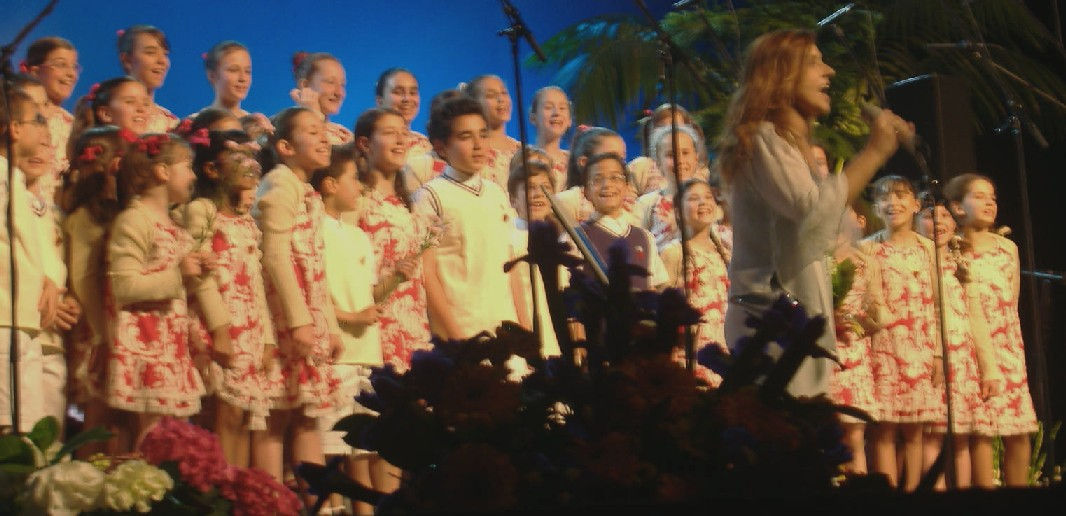
Chór na koncercie w Zabrzu (2010)

Piccolo Coro dell’Antoniano (Mały Chór Antoniański) – włoski chór dziecięcy z Bolonii, założony w 1963 roku przez Mariele Ventre przy franciszkańskim Instytucie Antoniano.

## Historia zespołu
Piccolo Coro powstało na potrzeby 5. edycji festiwalu Zecchino d’Oro, by towarzyszyć występującym na nim młodym solistom. Początkowo była to grupka kilkorga dzieci, będących uczestnikami czterech poprzednich wydań (w latach 1959-1962). Od ich niewielkiej liczby wzięła się nazwa: Mały Chór. Zespół bardzo szybko się jednak rozrósł i liczba występujących w nim dzieci sięgała w pewnym momencie nawet liczby 80. Śpiewające w nim dzieci (głównie dziewczynki; chłopcy stanowią około 20% wszystkich chórzystów) mają od 3 do 11 lat, choć czasami pozostają nawet do 13. roku życia. Dziecko opuszczające zespół z powodu wieku może kontynuować śpiew w chórze młodzieżowym – Verdi Note dell' Antoniano (Zielone Nuty z Antoniano), a później także w Coro dei Genitori / Noi del pentagramma (Chór Rodziców).
Od początku aż do swojej śmierci w 1995 roku, zespołem kierowała Mariele Ventre. Po jej śmierci opiekę nad nim przejęła jej uczennica, Sabrina Simoni, a chór zmienił swoją pełną nazwę na Piccolo Coro „Mariele Ventre” dell’Antoniano.
W swoim repertuarze chór ma ponad tysiąc utworów. Oprócz napisanych specjalnie dla niego lub na kolejne edycje Zecchino d’Oro, chór wykonuje muzykę poważną, filmową i z bajek, pieśni i piosenki tradycyjne, świąteczne oraz klasykę światowej muzyki rozrywkowej (m.in. We are the world, Heal the World, Do They Know It’s Christmas?, Let It Be). Śpiewają głównie po włosku, ale i w obcych językach (w tym po angielsku i polsku).
Zespół, oprócz corocznych płyt z kolejnych edycji Zecchino d’Oro, nagrał kilkadziesiąt innych singli i albumów. Śpiewał i nagrywał wspólne utwory z największymi gwiazdami muzyki światowej i włoskiej. Wiele z ich albumów uzyskało status Złotej bądź Platynowej Płyty.
Poza corocznymi występami na Zecchino d’Oro chór daje regularne koncerty bożonarodzeniowe, wielkanocne i na Dzień Matki. Przez wiele lat brał udział w licznych programach dziecięcych. Koncertują na terenie całych Włoch i poza ich granicami. Występowali przed prezydentami (Giovanni Leone, Lech Wałęsa) i papieżami (Paweł VI, Jan Paweł II, Franciszek) oraz na deskach światowych teatrów i oper. Śpiewają z międzynarodowymi i lokalnymi gwiazdami muzyki (Luciano Pavarotti, Andrea Bocelli, Povia, Sandro Giacobbe).
W roku 2003 Piccolo Coro zostało włoskim Ambasadorem Dobrej Woli UNICEF. Uczestniczą w licznych akcjach charytatywnych i promocyjnych. Występują przed ważnymi dla Włochów wydarzeniami sportowymi. Wykonali m.in. utwór przewodni na Mistrzostwa Świata w Narciarstwie Klasycznym 2013 oraz światową wystawę Expo 2015 w Mediolanie.

## Piccolo Coro w Polsce
Zespół cieszył się olbrzymią popularnością w Polsce na przełomie lat 80. i 90. XX w., choć znany był już w latach 70. za sprawą transmisji z Zecchino d’Oro. Utwory chóru były często pokazywane w programach telewizyjnych i emitowane w audycjach radiowych. Zespół pięciokrotnie przyjeżdżał do Polski z koncertami:
- 29 sierpnia – 4 września 1987 – koncerty w Warszawie, Poznaniu, Zabrzu i Krakowie,
- 1 września – 11 września 1989 – koncerty w Warszawie, Gdańsku, Koszalinie i Poznaniu,
- wrzesień 1991 – koncerty w Sopocie, Warszawie, Łodzi, Poznaniu i Wrocławiu,
- 26 czerwca – 3 lipca 2001 – koncerty w Krakowie, Poznaniu, Chodzieży i Warszawie,
- 22 maja – 23 maja 2010 – koncert w Zabrzu.

Ponadto w 1990 kraj odwiedziła Mariele Ventre (bez chóru) po odbiór Złotej Płyty. Natomiast na wiosnę 1992 roku na zaproszenie Tęczowego Music-Boxu jedna z chórzystek, Cristina Quarta, przyjechała z krótkim występem.
Z pierwszych trzech wizyt w telewizji codziennie ukazywały się krótkie relacje w Dzienniku Telewizyjnym i prasie, później emitowano dłuższe sprawozdania z pobytu oraz całe koncerty. Za piątym razem krótki reportaż pokazała stacja TVN.

### Płyty wydane w Polsce
- 1987: Piccolo Coro dell’Antoniano (Wifon)
- 1989: Piccolo Coro dell’Antoniano (Wifon)
- 1991: Piccolo Coro dell’Antoniano (Nora Music)